# Verordnung (EU) 2019/2088 (Offenlegungsverordnung)
Die Verordnung (EU) Nr. 2019/2088 Offenlegungsverordnung, Langname Verordnung (EU) 2019/2088 des Europäischen Parlaments und des Rates vom 27. November 2019 über nachhaltigkeitsbezogene Offenlegungspflichten im Finanzdienstleistungssektor, ist eine EU-Verordnung über die Veröffentlichung von Informationen der Finanzmarktteilnehmer zur Nachhaltigkeit ihrer Investitionsentscheidungen.
Über die Abkürzung SFDR für die inoffizielle englische Bezeichnung Sustainable Finance Disclosure Regulation hat auch die Kurzbezeichnung SFDR bzw. SFDR-Verordnung weite Verbreitung gefunden. Innerhalb der deutschen Finanzbranche werden häufig auch die Kurzbezeichnungen Offenlegungsverordnung und Offenlegungs-VO verwendet.
Die Verordnung regelt die Offenlegungspflichten von Finanzdienstleistern bzgl. der Berücksichtigung von Nachhaltigkeitsthemen in ihren Strategien, Prozessen und Produkten. Neben Veröffentlichungen auf der Internetseite des Finanzdienstleisters behandelt die Verordnung auch die Veröffentlichungen in vorvertraglichen Informationen (z. B. Fondsprospekten) und regelmäßigen Berichten (z. B. Jahresberichten).
Mit der Verordnung (EU) 2020/852 (Taxonomieverordnung) vom 18. Juni 2020 wurde das Klassifikationssystem (Taxonomie) zur Beurteilung ökologisch nachhaltiger Wirtschaftstätigkeiten in die Offenlegungs-VO integriert.

## Geschichte
Am 25. September 2015 hat die UN-Generalversammlung einen neuen globalen Rahmen zur nachhaltigen Entwicklung verabschiedet: die Agenda 2030 für nachhaltige Entwicklung, deren Kernstück die Ziele für nachhaltige Entwicklung sind.
Die Mitteilung der Kommission vom 22. November 2016 mit dem Titel Auf dem Weg in eine nachhaltige Zukunft verbindet diese Nachhaltigkeitsziele mit dem politischen Rahmen der Union, um sicherzustellen, dass bei allen innen- und außenpolitischen Maßnahmen und Initiativen der Union diese Ziele von Beginn an mit berücksichtigt werden. In seinen Schlussfolgerungen vom 20. Juni 2017 hat der Rat die Entschlossenheit der Union und ihrer Mitgliedstaaten bekräftigt, die Agenda 2030 vollständig, kohärent, umfassend, integrativ und wirksam und in enger Zusammenarbeit mit den Partnern und anderen Akteuren umzusetzen.
Der Übergang zu einer CO2-armen, nachhaltigeren, ressourceneffizienten Kreislaufwirtschaft in Übereinstimmung mit den Zielen für nachhaltige Entwicklung ist für die Sicherung der langfristigen Wettbewerbsfähigkeit der Wirtschaft in der Union von zentraler Bedeutung. Das im Rahmen des Rahmenübereinkommens der Vereinten Nationen über Klimaänderungen geschlossenen Übereinkommen von Paris, das am 5. Oktober 2016 von der Union genehmigt wurde (3) und am 4. November 2016 in Kraft getreten ist, zielt darauf ab, entschlossener gegen Klimaänderungen vorzugehen, indem unter anderem die „Finanzmittelflüsse mit einem Weg hin zu einer hinsichtlich der Treibhausgase emissionsarmen und einer gegenüber Klimaänderungen widerstandsfähigen Entwicklung in Einklang gebracht werden.“
Um die Ziele des Übereinkommens von Paris zu erreichen und die Risiken und Auswirkungen des Klimawandels deutlich zu verringern, besteht das globale Ziel darin, den Anstieg der globalen Durchschnittstemperatur deutlich unter 2 °C gegenüber dem vorindustriellen Niveau zu halten und Anstrengungen zu unternehmen, um den Temperaturanstieg auf 1,5 °C über dem vorindustriellen Niveau zu begrenzen.

## Inhalt der Verordnung
Wesentlicher Inhalt der Offenlegungsverordnung ist die Veröffentlichung (bzw. Offenlegung) folgender Informationen mit Nachhaltigkeitsbezug:
1. Unternehmensstrategie zur Einbeziehung von Nachhaltigkeitsrisiken bei ihren Investitionsentscheidungsprozessen
2. Investitionsprozesse bzw. ob und wie diese die wichtigsten nachteiligen Auswirkungen von Investitionsentscheidungen auf Nachhaltigkeitsfaktoren berücksichtigen
3. Vergütungspolitik im Zusammenhang mit der Berücksichtigung von Nachhaltigkeitsrisiken
4. Vorvertragliche Informationen und Informationen auf Internetseiten zu „normalen“ Finanzprodukten
5. Vorvertragliche Informationen und Informationen auf Internetseiten, in denen Finanzprodukte aufgrund ökologischer oder sozialer Merkmale beworben werden (bzw. nachhaltigen Investitionen)
6. Informationen in regelmäßigen Berichten, in denen Finanzprodukte aufgrund ökologischer oder sozialer Merkmale beworben werden (bzw. nachhaltigen Investitionen)
7. Aktualität der Informationen
8. Kohärenz obiger Veröffentlichungen zu Marketingunterlagen

## Umsetzung
Die SFDR trat zwanzig Tage nach Veröffentlichung im EU-Amtsblatt in Kraft, also am 29. Dezember 2019. Da eine EU-Verordnung ein „Rechtsakt mit allgemeiner Gültigkeit und unmittelbarer Wirksamkeit in den Mitgliedstaaten“ ist, entfällt die Umsetzung in nationales Recht durch die nationalen Gesetzgeber. Gemäß Artikel 20 Absatz 2 gelten die meisten Vorschriften dieser Verordnung für die betroffenen Finanzdienstleister ab dem 10. März 2021.
Durch diese Verordnung wurden die europäischen Finanz-Aufsichtsbehörden – genannt ESAs (EBA, ESMA und EIOPA) – damit beauftragt, fünf RTS bis 30. Dezember 2020, einen weiteren RTS bis 30. Dezember 2021 zu entwickeln. Außerdem können die ESAs einen ITS zum Thema Marketingmitteilungen entwickeln.
Die ESAs haben ihren Entwurf in Form eines Dokuments für die sechs oben genannten RTS am 23. April 2020 veröffentlicht. Die Konsultationsphase dauerte bis 1. September 2020. Nach kontroverser Diskussion und zahlreichen Veränderungen wurden schließlich alle RTS in einer Delegierten Verordnung zusammengefasst und am 25. Juli 2022 als Verordnung (EU) 2022/1288 (RTS zur Offenlegungsverordnung) veröffentlicht. Durch diesen Rechtsakt wurden u. a. die 64 PAIs (Principal Adverse Impact) eingeführt.